# 江苏财经职业技术学院
江苏财经职业技术学院，是位于江苏省淮安市的一所公办普通专科高校。

## 历史
- 2004年6月，江苏省政府发布《省政府关于建立无锡城市职业技术学院等8所高等职业学校的通知》[2]：淮阴财经学校与淮海工业贸易学校合并，组建江苏财经职业技术学院，同时撤销淮阴财经学校、淮海工业贸易学校建制。

## 专业设置
- 会计系
- 经济贸易系
- 工商管理系
- 政法系
- 应用外语系
- 机电工程系
- 电子工程系
- 粮食工程系
- 计算机工程系
- 基础教学部